# Cantó de Montsauche-les-Settons
El cantó de Montsauche-les-Settons és un cantó francès del departament del Nièvre, situat al districte de Château-Chinon(Ville). Té 10 municipis i el cap és Montsauche-les-Settons.

## Municipis
- Alligny-en-Morvan
- Chaumard
- Gien-sur-Cure
- Gouloux
- Montsauche-les-Settons
- Moux-en-Morvan
- Ouroux-en-Morvan
- Planchez
- Saint-Agnan
- Saint-Brisson

## Història
| Data d'elecció                           | Identitat           | Partit                        | Qualitat |
| ---------------------------------------- | ------------------- | ----------------------------- | -------- |
| 1945-1949                                | Jules Bigot         | PCF                           |          |
| 1949-1981                                | François Mittérrand | UDSR, després CIR, després PS |          |
| 1981-1985                                | Thérèse Thuillier   | PS                            |          |
| 1985-1992                                | Lionel Thénault     | Divers droite                 |          |
| 1992-                                    | Patrice Joly        | PS                            |          |
| les dades anteriors no són pas conegudes |                     |                               |          |
|                                          |                     |                               |          |

## Demografia
| A partir de 1990: Població sense dobles comptes |